# Oxytropis approximata
Oxytropis approximata là một loài thực vật có hoa trong họ Đậu. Loài này được Lessen miêu tả khoa học đầu tiên.